# Українська національна комісія з питань правопису
Українська національна комісія з питань правопису заснована у 1994 році.
Організаційне і науково-методичне забезпечення діяльності Української національної комісії з питань правопису, а також підготовку до видання «Українського правопису» в новій редакції Кабінетом Міністрів України покладене на Міністерство освіти і науки України та Національну академію наук України.

## Склад комісії

### 2015
У червні 2015 року склад Комісії було оновлено, і він виглядає так:
1. Стріха Максим Віталійович — заступник Міністра освіти і науки, співголова Комісії
2. Пирожков Сергій Іванович — віце-президент Національної академії наук, академік Національної академії наук, співголова Комісії (за згодою)
3. Гриценко Павло Юхимович — директор Інституту української мови Національної академії наук, професор, доктор філологічних наук, заступник співголови Комісії (за згодою)
4. Скляренко Віталій Григорович — директор Інституту мовознавства імені О. О. Потебні Національної академії наук, академік Національної академії наук, заступник співголови Комісії (за згодою)
5. Шевченко Лариса Леонідівна — завідувач відділу лінгвістики Українського мовно-інформаційного фонду Національної академії наук, кандидат філологічних наук, секретар Комісії (за згодою)
6. Ажнюк Богдан Миколайович — завідувач відділу мов України Інституту мовознавства імені О. О. Потебні Національної академії наук, професор, доктор філологічних наук (за згодою)
7. Гнатюк Лідія Павлівна — професор кафедри історії та стилістики української мови Інституту філології Київського національного університету імені Тараса Шевченка, доктор філологічних наук (за згодою)
8. Голубовська Ірина Олександрівна — завідувач кафедри загального мовознавства та класичної філології Інституту філології Київського національного університету імені Тараса Шевченка, професор, доктор філологічних наук (за згодою)
9. Городенська Катерина Григорівна — завідувач відділу граматики української мови Інституту української мови Національної академії наук, професор, доктор філологічних наук (за згодою)
10. Єрмоленко Світлана Яківна — завідувач відділу стилістики та культури мови Інституту української мови Національної академії наук, член-кореспондент Національної академії наук (за згодою)
11. Загнітко Анатолій Панасович — завідувач відділу інформатики Українського мовно-інформаційного фонду Національної академії наук, член-кореспондент Національної академії наук (за згодою)
12. Калашник Володимир Семенович — професор кафедри української мови Харківського національного університету імені В. Н. Каразіна, доктор філологічних наук (за згодою)
13. Ковалевська Тетяна Юріївна — завідувач кафедри української мови філологічного факультету Одеського національного університету імені І. І. Мечникова, професор, доктор філологічних наук (за згодою)
14. Лучик Василь Вікторович — завідувач кафедри загального та слов'янського мовознавства Національного університету «Києво-Могилянська академія», професор, доктор філологічних наук (за згодою)
15. Лучканин Сергій Мирославович — доцент кафедри загального мовознавства та класичної філології Інституту філології Київського національного університету імені Тараса Шевченка, доктор філологічних наук (за згодою)
16. Масенко Лариса Терентіївна — професор кафедри української мови Національного університету «Києво-Могилянська академія», доктор філологічних наук (за згодою)
17. Мовчан Павло Михайлович — голова Всеукраїнського товариства «Просвіта» імені Тараса Шевченка, заслужений діяч мистецтв України (за згодою)
18. Півторак Григорій Петрович — завідувач відділу загальнославістичної проблематики і східнослов'янських мов Інституту мовознавства імені О. О. Потебні Національної академії наук, академік Національної академії наук (за згодою)
19. Пономарів Олександр Данилович† — професор кафедри мови та стилістики Інституту журналістики Київського національного університету імені Тараса Шевченка, доктор філологічних наук (за згодою)
20. Попова Ірина Степанівна — декан факультету української й іноземної філології та мистецтвознавства Дніпропетровського національного університету імені Олеся Гончара, професор, доктор філологічних наук (за згодою)
21. Скаб Мар'ян Стефанович — завідувач кафедри історії та культури української мови Чернівецького національного університету імені Юрія Федьковича, професор, доктор філологічних наук (за згодою)
22. Тараненко Олександр Онисимович — провідний науковий співробітник Інституту мовознавства імені О. О. Потебні Національної академії наук, професор, доктор філологічних наук (за згодою)
23. Чередниченко Олександр Іванович — професор кафедри теорії та практики перекладу з романських мов імені Миколи Зерова Інституту філології Київського національного університету імені Тараса Шевченка, доктор філологічних наук (за згодою)
24. Чернюх Богдан Васильович — завідувач кафедри класичної філології Львівського національного університету імені Івана Франка, доцент, кандидат філологічних наук (за згодою)
25. Широков Володимир Анатолійович — директор Українського мовно-інформаційного фонду Національної академії наук, академік Національної академії наук (за згодою)[6]

### 2002
19 лютого 2002 Кабінет Міністрів України затвердив такий склад комісії. Співголови комісії мали право вносити зміни до її складу спільним рішенням.
1. Курас Іван Федорович† — віце-президент Національної академії наук, співголова комісії
2. Кремень Василь Григорович — міністр освіти і науки (1999—2005), співголова комісії
3. Шевченко Лариса Леонідівна — учений секретар Українського мовно-інформаційного фонду Національної академії наук, секретар комісії
4. Ажнюк Богдан Миколайович — провідний науковий співробітник Інституту мовознавства імені О. О. Потебні Національної академії наук
5. Акуленко Валерій Вікторович† — директор Центру наукових досліджень та викладання іноземних мов Національної академії наук
6. Баранник Дмитро Харитонович — професор Дніпропетровського національного університету
7. Вашуленко Микола Самійлович — головний учений секретар Академії педагогічних наук
8. Городенська Катерина Григорівна — заступник директора з наукової роботи Інституту української мови Національної академії наук
9. Гриценко Павло Юхимович — завідувач відділу діалектології Інституту української мови Національної академії наук
10. Грищенко Арнольд Панасович† — завідувач кафедри української мови Національного педагогічного університету імені Михайла Драгоманова
11. Гуйванюк Ніна Василівна — завідувач кафедри сучасної української мови Чернівецького національного університету імені Юрія Федьковича
12. Дзюба Іван Михайлович — академік-секретар Відділення літератури, мови та мистецтвознавства Національної академії наук
13. Єрмоленко Світлана Яківна — завідувач відділу культури мови Інституту української мови Національної академії наук
14. Жулинський Микола Григорович — директор Інституту літератури імені Т. Г. Шевченка Національної академії наук
15. Загнітко Анатолій Панасович — завідувач кафедри української мови Донецького національного університету
16. Калашник Володимир Семенович — завідувач кафедри української мови Харківського національного університету імені В. Н. Каразіна
17. Карпенко Юрій Олексійович — завідувач кафедри української мови Одеського національного університету імені І. І. Мечникова
18. Карпіловська Євгенія Анатоліївна — провідний науковий співробітник Інституту мовознавства імені О. О. Потебні Національної академії наук
19. Кононенко Віталій Іванович — ректор Прикарпатського державного університету імені В. Стефаника
20. Кочерган Михайло Петрович — завідувач кафедри української мови Київського національного лінгвістичного університету
21. Мовчан Павло Михайлович — голова Всеукраїнського товариства «Просвіта» (за згодою)
22. Мойсієнко Анатолій Кирилович — завідувач кафедри української мови Київського національного університету імені Тараса Шевченка
23. Непийвода Наталія Федорівна† — завідувач кафедри стилістики Інституту журналістики Київського національного університету імені Тараса Шевченка
24. Непокупний Анатолій Павлович — завідувач відділу романських, германських та балтійських мов Інституту мовознавства імені О. О. Потебні Національної академії наук
25. Німчук Василь Васильович — директор Інституту української мови Національної академії наук
26. Онищенко Олексій Семенович — академік-секретар Відділення історії, філософії та права Національної академії наук
27. Півторак Григорій Петрович — завідувач відділу загальнославістичної проблематики і східнослов'янських мов Інституту мовознавства імені О. О. Потебні Національної академії наук
28. Полюга Левко Михайлович — провідний науковий співробітник відділу української мови Інституту українознавства імені І. Крип'якевича
29. Регушевський Євген Семенович — завідувач кафедри української мови Таврійського національного університету імені В. І. Вернадського
30. Русанівський Віталій Макарович† — радник дирекції Інституту мовознавства імені О. О. Потебні Національної академії наук
31. Скляренко Віталій Григорович — директор Інституту мовознавства імені О. О. Потебні Національної академії наук
32. Степаненко Микола Іванович — завідувач кафедри української мови Полтавського державного педагогічного інституту
33. Сюсько Михайло Іванович — завідувач кафедри української мови Ужгородського національного університету
34. Тараненко Олександр Онисимович — завідувач відділу лексикографії та лексикології Інституту української мови Національної академії наук (керівник робочої групи комісії; нізащо не хотів поступатися «визначними мовними завоюваннями» радянських часів, тому комісія не дійшла згоди щодо змін[7])
35. Терлак Зеновій Михайлович — завідувач кафедри української мови Львівського національного університету імені Івана Франка
36. Ткаченко Орест Борисович — провідний науковий співробітник Інституту мовознавства імені О. О. Потебні Національної академії наук
37. Толочко Петро Петрович — директор Інституту археології Національної академії наук
38. Ужченко Віктор Дмитрович — завідувач кафедри української мови Луганського державного педагогічного університету імені Т. Г. Шевченка
39. Чабаненко Віктор Антонович — завідувач кафедри стилістики Запорізького державного університету
40. Чиж Іван Сергійович — Голова Держкомінформу
41. Чміль Ганна Павлівна — заступник Державного секретаря Мінкультури
42. Шевченко Лариса Іванівна — директор департаменту української мови Інституту філології Київського національного університету імені Тараса Шевченка
43. Широков Володимир Анатолійович — директор Українського мовно-інформаційного фонду Національної академії наук
44. Яворівський Володимир Олександрович — голова Національної спілки письменників (за згодою)

### 1994
19 червня Кабінет Міністрів України прийняв постанову «Про підготовку і видання „Українського правопису“» і затвердив такий склад комісії (постановою КМУ від 17 жовтня 1996 комісію було ліквідовано, але розпорядженням від 15 листопада 1996 ліквідацію було скасовано):
1. Жулинський Микола (Україна) — голова Комісії
2. Погрібний Анатолій (Україна) — заступник голови Комісії
3. Тараненко Олександр (Україна) — заступник голови Комісії
4. Ажнюк Богдан (Україна) — секретар Комісії
5. Баранник Дмитро (Україна)
6. Бурячок Андрій (Україна)
7. Вихованець Іван (Україна)
8. Гаркавець Олександр (Казахстан) — за згодою
9. Головащук Сергій (Україна)
10. Горпинич Володимир (Україна)
11. Горняткевич Андрій (Канада) — за згодою
12. Грищенко Арнольд (Україна)
13. Дзюба Іван (Україна)
14. Єрмоленко Світлана (Україна)
15. Заїка Віктор (Україна) — секретар Комісії
16. Калашник Володимир (Україна)
17. Клименко Ніна (Україна)
18. Коптілов Віктор (Франція) — за згодою
19. Лесів Михайло (Польща) — за згодою
20. Мовчан Павло (Україна)
21. Непокупний Анатолій (Україна)
22. Німчук Василь (Україна)
23. Осташ Ігор (Україна)
24. Паламарчук Леонід (Україна)
25. Півторак Григорій (Україна)
26. Полюга Лев (Україна)
27. Пономарів Олександр (Україна)
28. Русанівський Віталій (Україна)
29. Скляренко Віталій (Україна)
30. Тоцька Ніна (Україна)
31. Чучка Павло (Україна)
32. Чабаненко Віктор (Україна)
33. Шевельов Юрій (США) — за згодою
34. Штець Микола (Словаччина) — за згодою
35. Ющук Іван (Україна).